# Cynoglossus monodi
 Cynoglossus monodi és un peix teleosti de la família dels cinoglòssids i de l'ordre dels pleuronectiformes que es troba des de les costes de Mauritània fins a les del República del Congo.